# Вільгельм Темпель
| 64 Ангеліна   | 4 березня 1861  |
| 65 Кібела     | 8 березня 1861  |
| 74 Галатея    | 29 серпня 1862  |
| 81 Терпсіхора | 30 вересня 1864 |
| 97 Клото      | 17 лютого 1868  |

Ернст Вільге́льм Ле́берехт Те́мпель (нім. Ernst Wilhelm Leberecht Tempel, 4 грудня 1821, Нідеркуннерсдорф — 16 березня 1889, Арчетрі) — німецький астроном і художник-графік, першовідкривач 5 астероїдів і 12 комет.

## Біографія
Ернст Темпель народився 4 грудня 1821 року в місті Нідеркуннерсдорф, Саксонія. У 1837 році навчався літографському справі в Мейсені. У 1840 році вирушив у багаторічну подорож по Європі, відвідав Копенгаген, Стокгольм і Християнію (нинішній Осло).
У 1858 році оселився у Венеції, відкривши майстерню з літографії. Незабаром одружився. Дуже успішно виконував замовлення вчених з виготовлення ілюстрацій. З юнацьких років захоплений астрономією, спорудив чотиридюймовий телескоп і за його допомогою вже в 1859 році відкрив комету, а також туманність у скупченні Плеяд. У 1860 році отримав запрошення до обсерваторії Марселя. Працюючи там відкрив ще ряд небесних тіл, зокрема астероїдів і комет. Йому належать відкриття астероїдів 64 Ангеліна, 65 Кібела, 74 Галатея, 81 Терпсіхора і 97 Клото.
У 1870 році, в зв'язку з початком франко-пруської війни, Темпель був змушений залишити Францію і повернутися до Італії. У 1875 році очолив обсерваторію в місті Арчетрі поблизу Флоренції.
16 березня 1889 Темпель помер в Арчетрі.

## Визнання
На честь Темпеля названий астероїд 3808 Темпель і Кратер на Місяці.